# Peter Plein
Peter Plein (* 25. Februar 1896 in Mürlenbach; † 26. August 1970 ebenda) war ein deutscher Richter und der erste Vorsitzende des  Bundes der Kriegsblinden Deutschlands.

## Leben
Plein wurde im Jahr 1896 in Mürlenbach als Sohn des Kaufmanns Matthias Plein und dessen Ehefrau Maria Gerand geboren. Seine Schulzeit verbrachte er bis zum Jahr 1910 in einem belgischen Internat. Ab 1910 besuchte er das Gymnasium in Prüm. 1914 war er  kurzzeitig Schüler des  Friedrich-Wilhelm-Gymnasiums in Trier.
Plein nahm am Ersten Weltkrieg teil und wurde in dessen Verlauf schwer verwundet. Er erblindete. In der Folge besuchte er Blindenunterricht und legte 1917 das Abitur ab.
Nach dem Schulabschluss zog Plein in die Deutsche Blindenstudienanstalt Marburg und studierte zunächst an der Philipps-Universität Marburg sowie im Weiteren an der Friedrich-Wilhelms-Universität Berlin Rechtswissenschaft und Volkswirtschaft. 1920 schloss er sein Studium am Kammergericht mit dem Referendarexamen ab. Ein Jahr darauf wurde Plein zum Dr. jur. promoviert. 1924 bestand er das Assessorexamen. Bis zum Jahr 1945 war Plein an den Amtsgerichten in Berlin und in Goldberg, Schlesien als Richter tätig.
1925 heiratete er Erna von Rosen. Sie hatte in der Kriegsblinden-Betreuung gearbeitet. Erna von Rosen war die Tochter von Otto Freiherr von Rosen. Auf dem Familiengut der von Rosens lebten die Pleins bis 1945.
1929 wurde Peter Plein zum Vorsitzenden des Bundes erblindeter Krieger e. V. gewählt. 1936 gab er den Vereinsvorsitz ab.
Nach dem Ende des Zweiten Weltkriegs wurde das Ehepaar Plein zur Zwangsarbeit in die Sowjetunion deportiert. Von der Sowjetunion aus gelangten die Pleins nach Mürlenbach. Dort setzten sich beide wieder für Kriegsblinde ein.
1947 gründete Peter Plein den Bund erblindeter Körperversehrter von Rheinland-Pfalz e. V. Als 1949 der Bund der Kriegsblinden Deutschlands (BKD) entstand, wurde Plein zu dessen Vorsitzendem gewählt.
Plein veröffentlichte zahlreiche Beiträge in der BKD-Zeitschrift Der Kriegsblinde und er gehörte zu den Initiatoren des Hörspielpreises der Kriegsblinden. Zudem arbeitete er am Bundesversorgungsgesetz mit.
1953 wurde Plein Landgerichtsrat in Koblenz, 1954 Richter am Bundessozialgericht. In dieser Funktion blieb er bis zum Eintritt in den Ruhestand 1961. 1962 wurde Plein für sein ehrenamtliches und berufliches Engagement mit dem Großen Bundesverdienstkreuz ausgezeichnet.
1951 verstarb Erna Plein. 1954 heiratete Peter Plein Gerda Berkenbring. Im Jahr 1970 starb Peter Plein. Sein Grab befindet sich in Mürlenbach.